# Söhlde
Söhlde település Németországban, azon belül Alsó-Szászország tartományban. Lakosainak száma 7943 fő (2023. december 31.). Söhlde Ilsede és Schellerten községekkel határos.

## Népesség
A település népességének változása:
| Lakosok száma | 7752 | 7801 | 7814 | 7845 | 7988 | 7943 |
|               | 2016 | 2017 | 2019 | 2021 | 2022 | 2023 |